# Hạt Đại diện Tông tòa Viêng Chăn
Hạt Đại diện Tông tòa Viêng Chăn (tiếng Lào: ອັກຄະສາວົກແທນຂອງນະຄອນຫຼວງວຽງ; tiếng Latinh: Vicariatus Apostolicus Vientianensis) là một Hạt Đại diện Tông tòa của Giáo hội Công giáo Rôma tại phía bắc nước Lào.
Là một Hạt Đại diện Tông tòa, Hạt Đại diện Tông tòa Viêng Chăn được giao cho một Giám mục hiệu tòa quản lí, đồng thời không thuộc một Giáo tỉnh nào, thay vào đó là chịu sự quản lí trực tiếp của Tòa Thánh thông qua Bộ Truyền giáo.
Đại diện Tông tòa đuơng nhiệm là giám mục Antôn Hoàng Hữu Thư (từ năm 2024). Nhà thờ chính tòa của Hạt Đại diện Tông tòa là Nhà thờ chính tòa Thánh Tâm ở Viêng Chăn, một trong những nhà thờ lớn nhất tại Lào.

## Thống kê
Hạt Đại diện Tông tòa bao phủ diện tích 74.195 km² bao gồm các tỉnh Huaphanh, Xiengkhuang, Viêng Chăn và đa phần diện tích tỉnh Borikhamxay.

## Lịch sử
Hạt Phủ doãn Tông tòa Viêng Chăn và Luang Prabang được thành lập vào ngày 14/6/1938, tách ra từ phía bắc Hạt Đại diện Tông tòa Lào.
13/3/1952, Hạt Phủ doãn Tông Tòa được nâng cấp thành một Hạt Đại diện Tông tòa và đổi tên thành Hạt Đại diện Tông tòa Viêng Chăn.
Phần lãnh thổ phía bắc của Hạt Đại diện Tông tòa xung quanh khu vực Luangprabang được tách ra vào ngày 3/3/1963 để thành lập Hạt Đại diện Tông tòa Luang Prabang.

## Lãnh đạo

### Phủ doãn Tông tòa Viêng Chăn và Luangprabang
- Giovanni Enrico Mazoyer, O.M.I. (1938-1952)

### Đại diện Tông tòa Viêng Chăn
- Etienne-Auguste-Germain Loosdregt, O.M.I. (1952-1975)
- Thomas Nantha (1975-1984)
- Jean Khamsé Vithavong, O.M.I. (1984-2017)
- Hồng y Louis-Marie Ling Mangkhanekhoun, I.V.D. (2017-2024)
- Antôn Hoàng Hữu Thư (2024-nay)

### Giám mục phó
- Jean Khamsé Vithavong, O.M.I. (1984-2017)

### Giám mục phụ tá
- Lionello Berti, O.M.I. (1962-1963), sau này trở thành Đại diện Tông tòa Luang Prabang